# Честный Крест
О религиозном понятии, см. Честный крест.
Честный Крест (укр. Чесний Хрест; до 2004 г. Свита́нок, до 1947 г. Вороши́лово, до 1939 г. Честный Крест) — село в Зимневской сельской общине Владимирского района Волынской области Украины.
Население по переписи 2001 года составляет 221 человек. Почтовый индекс — 44753. Телефонный код — 3342. Занимает площадь 0,548 км².

## История
В 2004 г. селу возвращено историческое название.